# Paralbunea intermedia
Paralbunea intermedia is een tienpotigensoort uit de familie van de Albuneidae. De wetenschappelijke naam van de soort is voor het eerst geldig gepubliceerd in 1916 door Balss.